# Gilla (Sängerin)
Gilla ([ˈ⁠dʒiːla]; bürgerlich Gisela Wuchinger; * 27. Februar 1950 in Linz) ist eine österreichische Sängerin.

## Leben
Gilla trat zunächst in der Band ihres Vaters Niki Wuchinger auf. Dann studierte sie in Salzburg Musik und sang in der Band Traffic, die sich später umbenannte in Seventy-Five Music da Traffic als die Band von Steve Winwood bekannt wurde. Danach wurde sie von Frank Farian produziert und konnte mehrere Singles in die Charts bringen. Mit ihrer rauchigen Stimme sang sie teilweise sexy-schwüle Songs, die Frank Farian für sie produzierte, so „Willst du mit mir schlafen gehn“ – die deutsche Version von Voulez-vous coucher avec moi (Lady Marmalade) – oder 1978 die deutsche Version des Farian-Liedes Rasputin das auf Englisch mit der Discogruppe Boney M. ein Hit wurde. Ihr größter Erfolg war die Single Tu es! (1975). 
Nach der Geburt ihrer Tochter beendete sie ihre Karriere. Ihr Ehemann Helmut Rulofs veröffentlichte unter dem Pseudonym Chris Denning einige Lieder und arbeitete für Frank Farian. Unter dem Pseudonym G. Winger schrieb sie den Song (I See A) Boat On The River (ein Top-10-Hit für Boney M.). Später gründete sie die Gruppe Vanilla.

## Diskografie
Studioalben
- 1975: Willst du mit mir schlafen gehn?
- 1976: Help! Help!
- 1977: Zieh mich aus
- 1978: Bend Me, Shape Me
- 1980: I Like Some Cool Rock ’n’ Roll

Kompilationen
- 2000: Best of Gilla
- 2000: Nur das Beste

Singles

| Jahr | Titel Album                              | Höchstplatzierung, Gesamtwochen, AuszeichnungChartplatzierungen (Jahr, Titel, Album, Platzierungen, Wochen, Auszeichnungen, Anmerkungen) | Höchstplatzierung, Gesamtwochen, AuszeichnungChartplatzierungen (Jahr, Titel, Album, Platzierungen, Wochen, Auszeichnungen, Anmerkungen) | Höchstplatzierung, Gesamtwochen, AuszeichnungChartplatzierungen (Jahr, Titel, Album, Platzierungen, Wochen, Auszeichnungen, Anmerkungen) | Anmerkungen                             |
| Jahr | Titel Album                              | DE | AT | CH | Anmerkungen                             |
| ---- | ---------------------------------------- | --- | --- | --- | --------------------------------------- |
| 1975 | Willst du mit mir schlafen gehn?         | DE24 (7 Wo.)DE | — | — | Erstveröffentlichung: 12. Mai 1975      |
| 1975 | Tu’ es! Willst du mit mir schlafen gehn? | DE10 (23 Wo.)DE | AT2 (20 Wo.)AT | — | Erstveröffentlichung: 24. November 1975 |
| 1976 | Ich brenne –                             | DE44 (1 Wo.)DE | AT19 (4 Wo.)AT | — | Erstveröffentlichung: 1. August 1976    |